# Краков-ам-Зее
Краков-ам-Зее (нім. Krakow am See) — місто в Німеччині, розташоване в землі Мекленбург-Передня Померанія. Входить до складу району Росток. Центр об'єднання громад Краков-ам-Зее.
Площа — 87,07 км2. Населення становить 3412 ос. (станом на 31 грудня 2020).

## Галерея

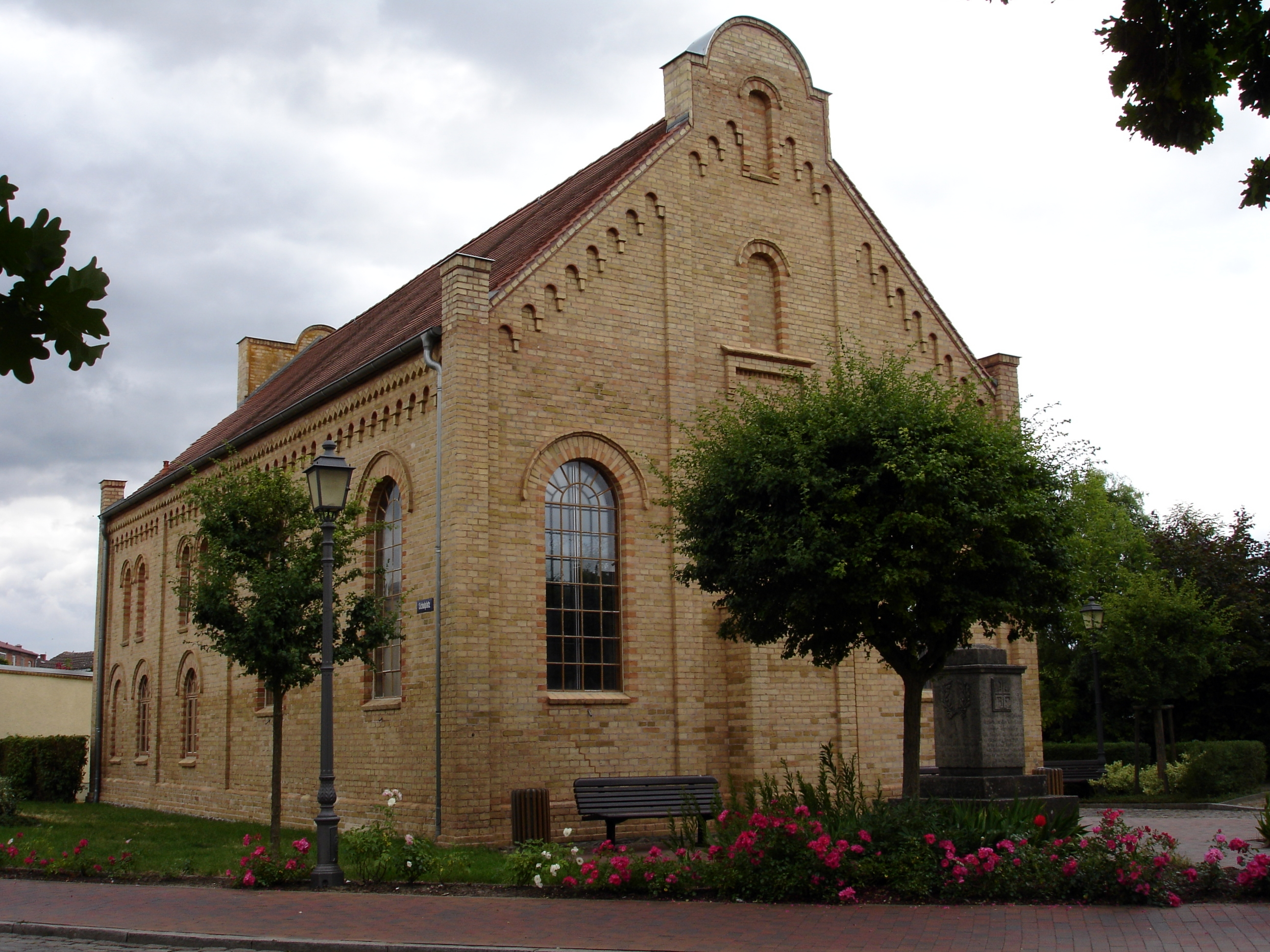
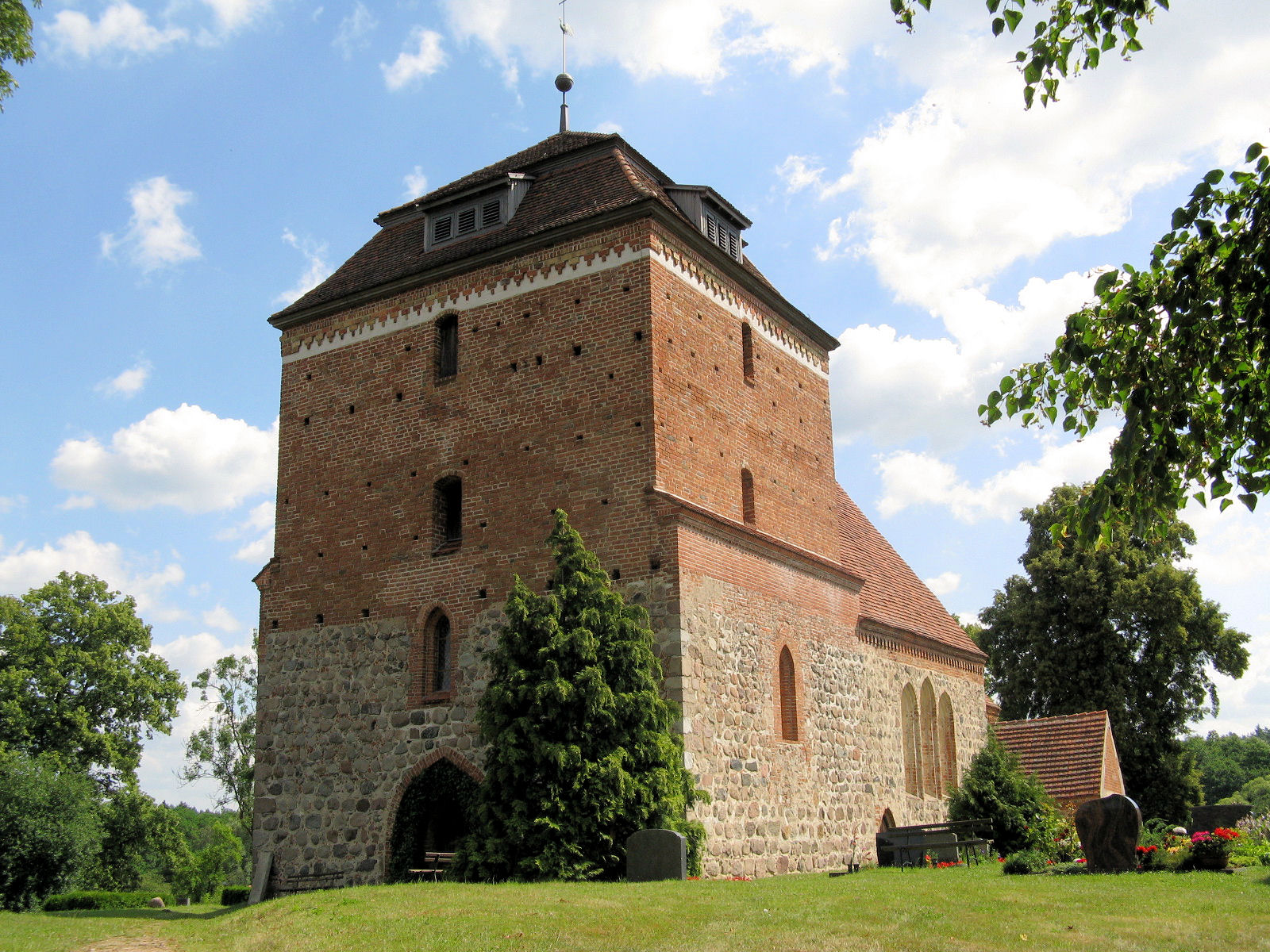
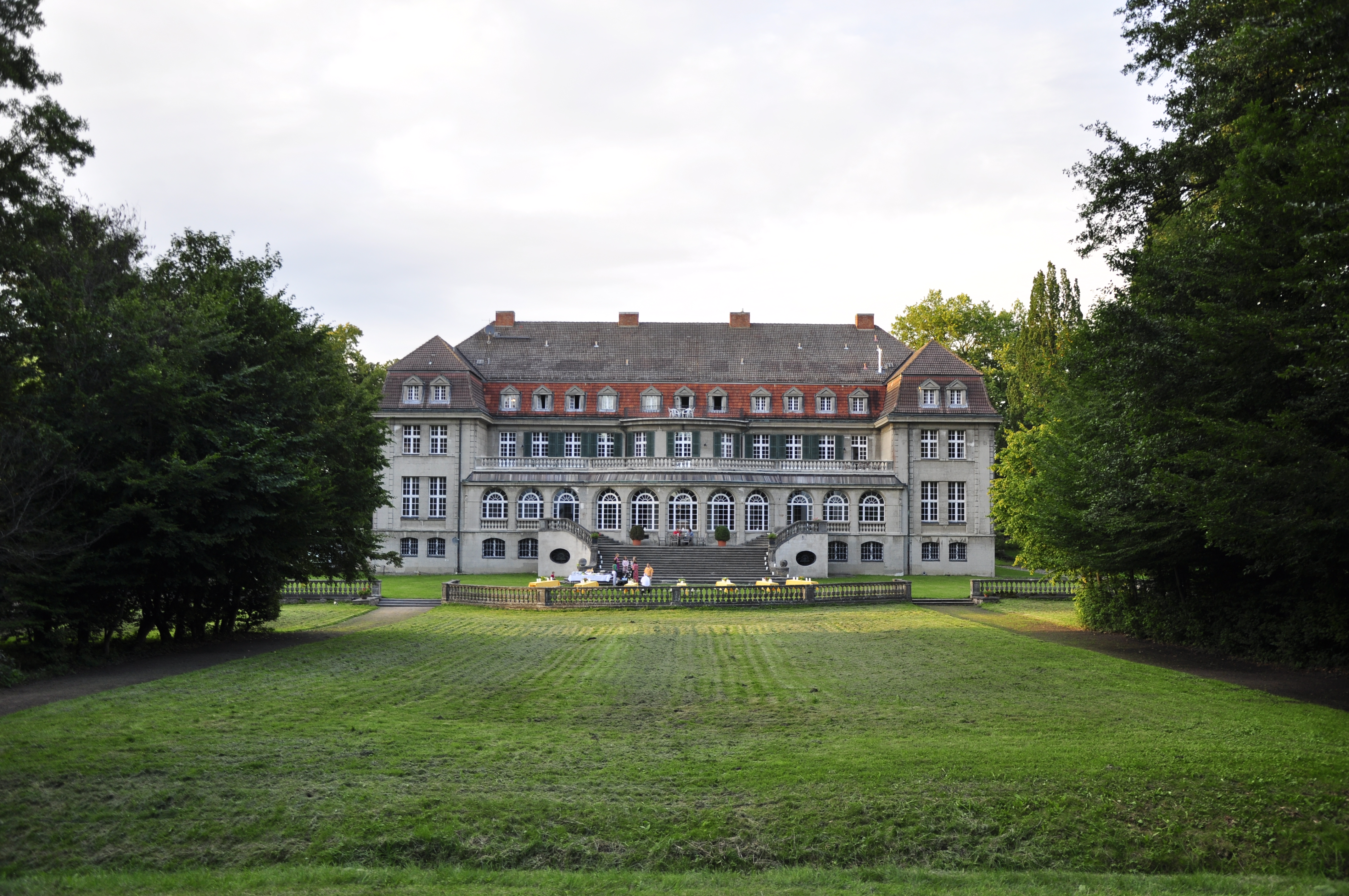
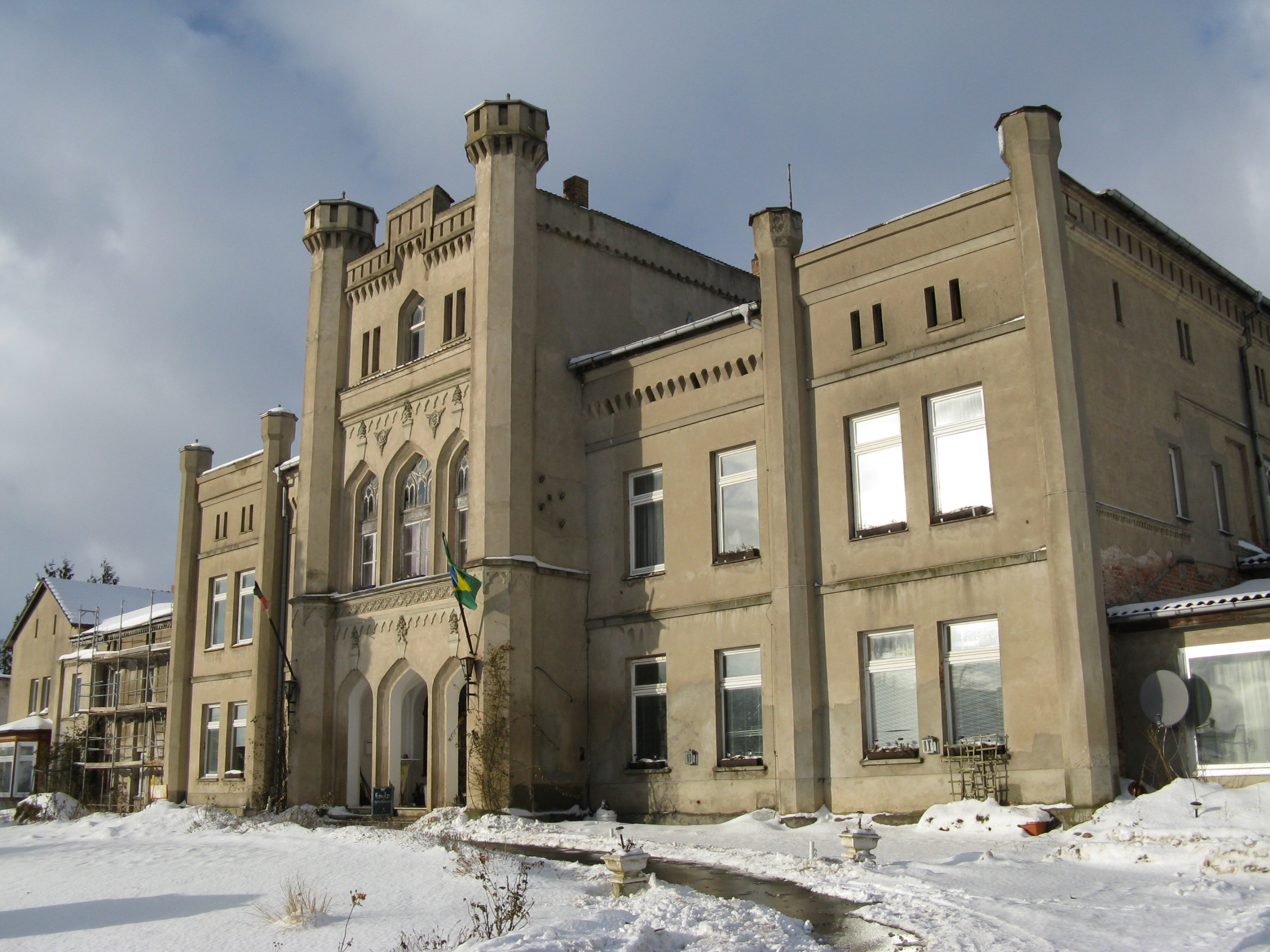
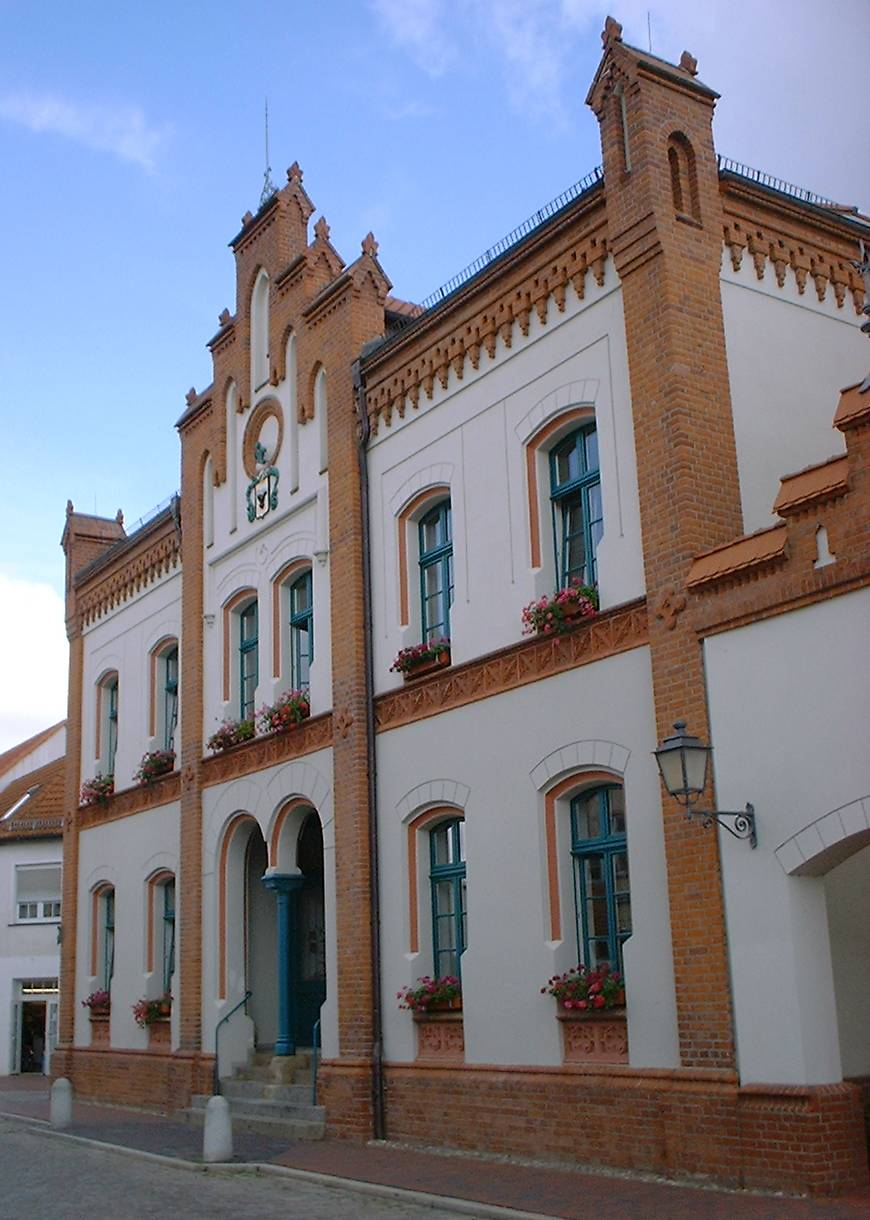
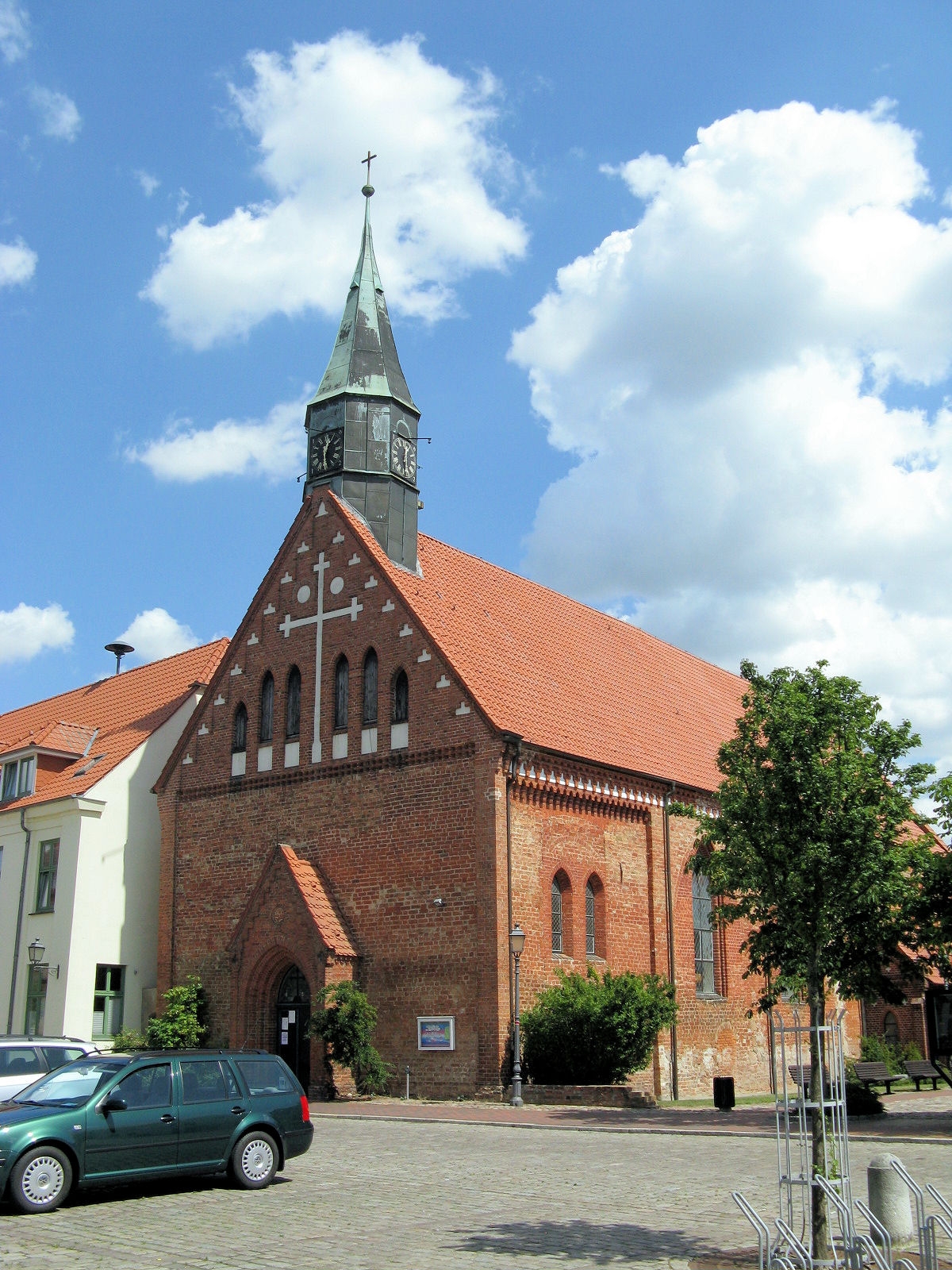